# El Prat de Llobregat
El Prat de Llobregat és un municipi que es troba a la comarca del Baix Llobregat a la província de Barcelona, Catalunya i forma part de l'àrea metropolitana de Barcelona. S'hi troben infraestructures de gran importància com l'aeroport de Barcelona (IATA: BCN), i un cop finalitzades les obres del desviament del riu Llobregat una part de la zona portuària del port de Barcelona.
La ciutat es troba a la vora del Mar Mediterrani i el seu terme municipal d'una superfície de 32,23 km² limita amb els de Barcelona, l'Hospitalet de Llobregat, Cornellà de Llobregat, Sant Boi de Llobregat i Viladecans. El terreny és pràcticament pla i l'altitud màxima (8 metres) es troba a la Plaça de la Vila.
Les localitats agermanades amb el Prat són Garrovillas de Alconétar (Càceres), Gibara (Cuba), Kukra Hill (Nicaragua) i el comtat de Fingal (Irlanda).
El Prat de Llobregat és també conegut per les carxofes i per la raça autòctona de galls i gallines, els pollastres potablava. A la Fira avícola del Prat de Llobregat es promouen els pollastres potablava.

## Símbols
L'escut oficial del Prat de Llobregat té el següent blasonament: Escut caironat: d'atzur, una espasa d'argent guarnida d'or i una clau d'or amb la dent al cap i mirant cap endins passades en sautor. Per timbre una corona mural de ciutat. Va ser aprovat el 29 de març del 2001 i publicat al DOGC el 23 d'abril del mateix any amb el número 3373. Els senyals tradicionals de l'escut de la ciutat són la clau i l'espasa, atributs respectius dels patrons del Prat, sant Pere i sant Pau.

## Història

### Orígens
Les terres del Prat comencen a ser habitades cap al segle x, molt abans de la creació del nucli urbà. El primer document escrit que fa referència al Prat data de l'any 965 i és una escriptura de donació on es fa partícip d'un tros de terra, prop de l'anomenat estany de Llanera a la part del delta del Llobregat. Així, el Prat era en aquell temps anomenat Llanera. Els conreus fonamentals del segle xi, que subsistiren durant tota l'Edat Mitjana, són el blat i la vinya. Durant la mateixa època s'hi planten nombrosos arbres, prenent així un aspecte menys desolat i àrid. Comencen a trobar-se les primeres cases, amb una cort al costat, per al bestiar, i al davant l'era de batre. Són d'aquesta època els primers pous d'algunes masies, gairebé superficials, encara d'aigües no potables. El paratge continua anomenant-se Llanera. La primera referència a un pagès pratenc identificat és Ramon Gerbert del Casal de Jovan.
Al segle xii, les cases dels prats de Llanera comencen a anomenar-se "mansos" i són construïdes de pedra i calç, amb un celler per a l'elaboració del vi. Continua predominant el cultiu de la vinya. Hi ha les primeres referències d'aus als masos i dels capons de Nadal. Les masies, però, no passen d'una dotzena. El 1143 es té referència de la qual podria haver estat la primera riuada històrica. La primera referència del Prat de la Llanera és del 1158. Posteriorment, passà a anomenar-se el Prat a seques.
Al segle xiii, l'any 1283, s'erigeix una ermita posada sota l'advocació de Sant Pau, vora el mas del mateix nom, a la part superior del Prat. Barceló Vidal, que n'era el masover, va ser el primer ermità-pagès. A partir d'aquest moment als feligresos no els caldrà anar a oir missa a Sant Boi els dies festius.
Al segle xiv, l'any 1327, El Prat disposava del servei d'una barca de passatge, ja que una part de l'actual terme formava, des de l'any 1211 fins al 1490 una illa, anomenada Illa de Banyols, formada per dues lleres vives del riu Llobregat. Aquesta barca era imprescindible per connectar amb la Ciutat de Barcelona, fins a l'any 1873, en què es va construir el primer pont del terme.
A finals del segle xvii el Prat encara no formava poblat però posseïa una vida legal independent amb un consell i unes ordenacions municipals des de 1689.

### Seglexviii
El segle xviii és el del naixement del Prat urbà. Durant aquesta època el Prat deixa d'anomenar-se parròquia i es coneix com a terme, més endavant lloc i posteriorment poble. Així, entre 1720 i 1740 comencen a construir les primeres cases al voltant dels edificis de la plaça, fet motivat per l'autorització concedida a en Bernat Gual, un granger, per obrir una carnisseria pròxima a un encreuament de camins (el que avui és la Plaça de la Vila). Posteriorment, es concedia el dret papal per tenir una parròquia pròpia, i més tard creixien als voltants l'hostal (que feia les funcions de taverna i fleca, a part de les que el seu nom indica). L'obertura de la carnisseria, la seva bona situació, la construcció de la parròquia i la de l'hostal, van afavorir que diversos artesans s'instal·lessin al lloc. Al llarg del segle les cases s'agruparan en dues fileres que s'estendran paral·lelament cap al nord resseguint els dos costats d'un dels camins. Així es formarà el primer carrer del poble, l'únic que hi haurà durant molt de temps: el carrer Major.

### Seglexix
En començar el segle xix, l'economia de la població està basada encara en una agricultura tradicional, fonamentada en el treball familiar i en la contractació temporal de jornalers en els moments de més treball. Al llarg del segle, el creixement de l'activitat agrícola, juntament amb l'increment demogràfic, provocarà un augment del nombre de jornalers. Aquests, al costat dels artesans, seran els artífexs del creixement del nucli urbà.
La construcció del pont de Ferran Puig per travessar el riu (1873), l'arribada del ferrocarril (1881) i el descobriment de l'aigua artesiana (1893) van obrir perspectives de desenvolupament a la població que es materialitzaran al segle xx.

### Segle XX
El Prat afronta l'entrada del nou segle amb un fet fonamental al camp: la consolidació dels cultius de regadiu, que han aconseguit desbancar totalment als cereals de secà. Gairebé totes les terres han estat adaptades als nous productes, molt més rendibles, i això ha repercutit en la millora de la situació general de la població agrícola i jornalera. El Prat va viure uns anys d'expansió gràcies a la comercialització dels excedents agrícoles, i gaudeixen d'especial reconeixement per la seva qualitat la carxofa, l'enciam i el meló.
La ruptura amb les formes de vida tradicionals vindrà provocada, bàsicament, per l'arribada de la indústria i la instal·lació de l'aviació. El pas de mà d'obra del camp a la fàbrica, l'arribada massiva de treballadors d'altres llocs i la consolidació de la setmanada en substitució de l'insegur jornal, contribuiran a alterar profundament la configuració social i cultural del Prat. El 1917, amb la instal·lació de la Paperera Espanyola, el 1923 amb els tres aeròdroms en funcionament (eren els camps de l'Aeronàutica Naval, el de Josep Canudas i el de la companyia francesa Latécoère) i el 1926 amb la posada en funcionament de la Seda, seran anys clau en el procés de transició de la societat agrària a la industrial.
L'Aeronàutica Naval va passar, a partir de 1934, a disposar d'una esquadreta de bombarders, que van tenir una importància cabdal en l'aixecament militar de 1936, i durant la Guerra Civil. Durant la Segona Guerra Mundial, Espanya va pactar, un acord secret, amb EUA, per la creació d'una base aèria militar al Prat de Llobregat. Es va iniciar la construcció, el 1944, d'un aeroport transoceànic amb tres pistes dobles i amb capacitat per l'aterratge d'avions de més de 100 tones, i 40 moviments l'hora.
La consolidació del procés industrialitzador comportarà l'arribada massiva de nous pobladors que es trobaran amb una ciutat que no està preparada per acollir aquest flux demogràfic. El Prat de 1950 tenia 10.038 habitants i 25 anys més tard, el 1975, la població total era de 51.058 persones. Els principals dèficit se situen en la manca d'habitatges i de places escolars però també es fan evidents en els serveis, especialment en l'aigua i al clavegueram.
Al llarg de la dècada de 1970 el Prat va viure un important creixement, no sempre equilibrat, per adaptar-se a la nova realitat social, i en 1971, el Carrefour que es va instal·lar en la ciutat fou el primer centre comercial basat en un hipermercat de l'estat. En la dècada de 1970 el creixement urbà va continuar i es van ampliar els polígons industrials amb l'arribada de noves empreses. Les preocupacions urbanístiques van dirigides a aconseguir una millora en els equipaments, especialment en els barris més densificats i amb més mancances, en un intent de racionalitzar l'urbanisme incontrolat de les dècades anteriors i equilibrar el creixement.

## Geografia
- Llista de topònims del Prat de Llobregat (Orografia: muntanyes, serres, collades, indrets..; hidrografia: rius, fonts...; edificis: cases, masies, esglésies, etc).

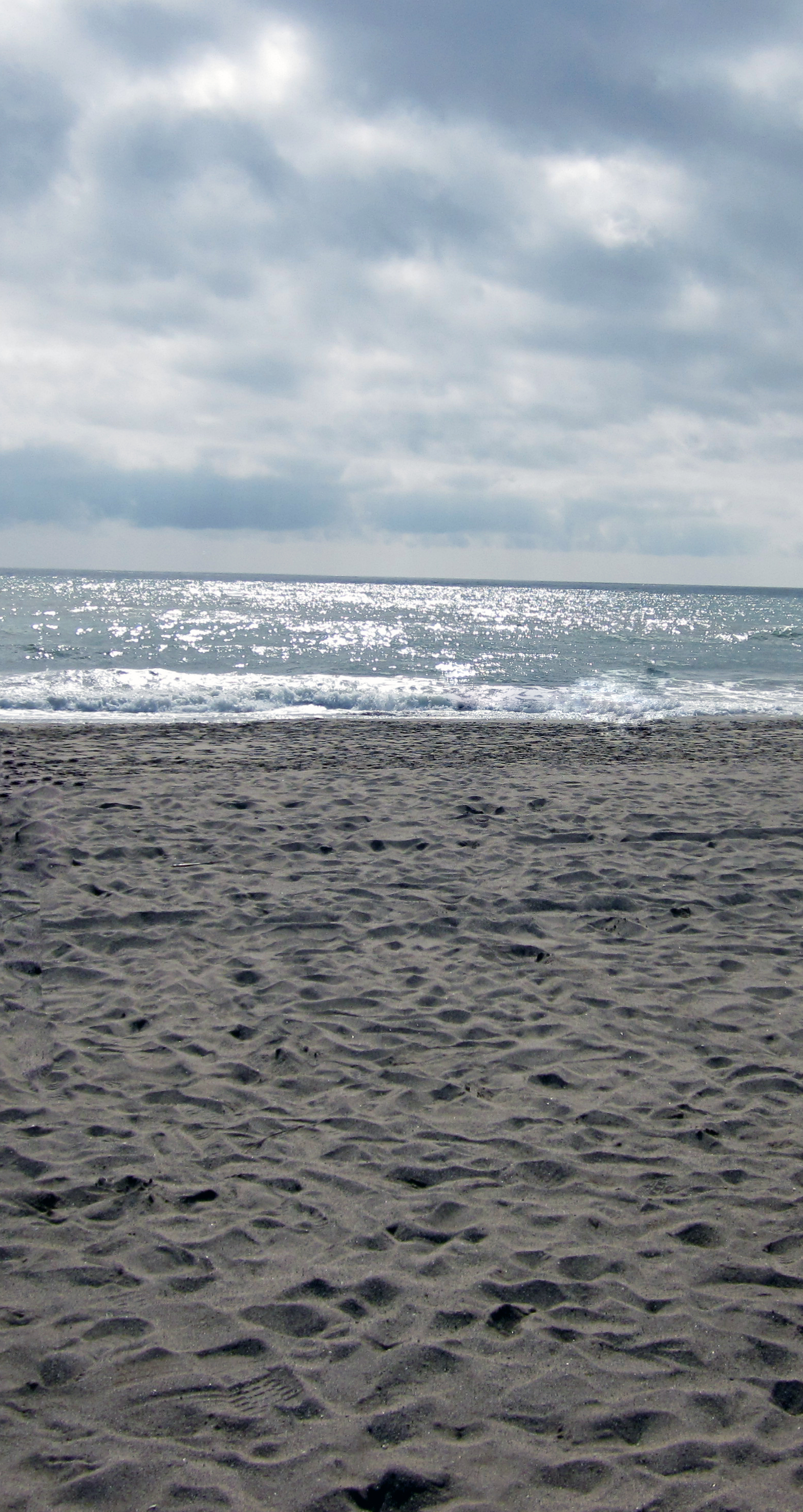
La Platja del Prat de Llobregat

### Demografia[9]
La població del Prat és de 64.132 habitants, segons el padró d'habitants l'1 de gener de 2018. Després de viure forts augments demogràfics a partir de mitjan segle xx, la població del Prat resta més o menys estable des de 1980. L'any 2010 és el quart municipi en població del Baix Llobregat, després de Cornellà, Sant Boi i Viladecans.
| 1497 f | 1515 f | 1553 f | 1717 | 1787 | 1857  | 1877  | 1887  | 1900  | 1910  |
| ------ | ------ | ------ | ---- | ---- | ----- | ----- | ----- | ----- | ----- |
| -      | 37     | 28     | 451  | 879  | 1.895 | 2.137 | 2.411 | 2.804 | 2.977 |

| 1920  | 1930  | 1940  | 1950   | 1960   | 1970   | 1981   | 1990   | 1992   | 1994   |
| ----- | ----- | ----- | ------ | ------ | ------ | ------ | ------ | ------ | ------ |
| 3.591 | 6.694 | 8.941 | 10.401 | 14.131 | 36.363 | 60.139 | 65.276 | 64.610 | 64.610 |

| 1996   | 1998   | 2000   | 2002   | 2004   | 2006   | 2008   | 2010   | 2012   | 2014   |
| ------ | ------ | ------ | ------ | ------ | ------ | ------ | ------ | ------ | ------ |
| 63.255 | 62.514 | 62.956 | 63.112 | 63.148 | 63.069 | 62.899 | 63.434 | 63.162 | 62.866 |

| 2016   | 2018   | 2020   | 2022   | 2024   | 2026 | 2028 | 2030 | 2032 | 2034 |
| ------ | ------ | ------ | ------ | ------ | ---- | ---- | ---- | ---- | ---- |
| 63.457 | 64.132 | 65.385 | 65.030 | 66.184 | -    | -    | -    | -    | -    |

### Climatologia
El Prat de Llobregat té un clima mediterrani típic. D'acord amb la classificació climàtica de Köppen el clima del Prat de Llobregat és de tipus Csa (mediterrani).
La temperatura mitjana anual se situa al voltant dels 16 °C, que va dels 9,2 °C al gener als 24,4 °C a l'agost, sent l'amplitud tèrmica anual de 15,6 °C. A l'hivern les gelades són ocasionals, amb una mitjana de gairebé quatre dies a l'any, i les nevades són excepcionals, amb una mitjana de menys d'un dia cada dos anys. A l'estiu les màximes no són massa altes, amb 28,5 °C de mitjana a l'agost, però les mínimes superen lleugerament els 20 °C en aquest mes. D'altra banda, l'oscil·lació tèrmica diària és reduïda, situant-se en 8,5 °C.
La precipitació anual se situa una mica per sota dels 600 mm. El mínim de precipitació es dona en la primera meitat de l'estiu, al juny i juliol amb una mitjana lleugerament superior als 20 mm en aquest últim, no obstant això, malgrat tenir un clima mediterrani de tipus Csa caracteritzat per un estiu sec, el mes d'agost (el més càlid) resulta el tercer mes més plujós de l'any, amb una mitjana lleugerament superior als 60 mm. El màxim de precipitacions es dona entre l'agost i el novembre, amb una mitjana lleugerament per sobre dels 90 mm a l'octubre, el mes més plujós. La humitat mitjana del 69% és significativa a causa de la condició marítima de la ciutat, variant poc al llarg de l'any.

### Situació geogràfica
El municipi del Prat confronta al nord amb l'Hospitalet de Llobregat i Cornellà de Llobregat, a l'est amb Barcelona i el mar Mediterrani a l'oest amb Sant Boi de Llobregat i al sud amb Viladecans.
| Sant Boi de Llobregat | Cornellà de Llobregat | l'Hospitalet de Llobregat |
| Viladecans            |                       | Barcelona                 |
|                       |                       |                           |

## Transports i Xarxes de Comunicació
El Prat de Llobregat té les següents xarxes de comunicació:
Aeroport
- L'aeroport de Barcelona - el Prat amb més de 47 milions de passatgers l'any 2017.[11]

Ferroviari
- La línia L9 del metro de Barcelona[12] operada per TMB, inaugurada el 2016[13] tot i que la previsió inicial era obrir l'estació l'any 2007[14] amb nou estacions: Les Moreres, La Ribera (en construcció), El Prat Estació, Cèntric, Parc Nou, Mas Blau, Aeroport T2, Aeroport Terminal de Càrrega (en construcció) i Aeroport T1.
- Estació intermodal per on circulen trens de les línies R2, R2 Nord, R2 Sud i R15 de Rodalies de Catalunya, i l'estació de Aeroport servit per la línia R2 Nord, operats per Renfe Operadora

Autobús
- Les línies 65(Plaça Espanya - el Prat), 165(Plaça Espanya - el Prat), 46 (Plaça Espanya - Aeroport) i 21 (Paral·lel - el Prat) de l'empresa TMB
- Les línies N16 (Plaça Catalunya - Castelldefels), N17 (Plaça Catalunya - Aeroport) de servei nocturn gestionats per Baixbus.
- La línia L78[15] (el Prat - Sant Boi de Llobregat) de l'empresa Baixbus.
- La línia L20[16] (el Prat - Sant Feliu de Llobregat) de l'empresa Baixbus.
- Línies locals PR1[17] (Aeropot), PR2[18] (Sant Cosme) i PR3[19] (Platja/Mirador) de l'empresa Baixbus.
- Línia PR4[20] (el Prat- ZAL) de l'empresa Moventis
- Línia L22
- Línia PE

Altres
- El servei de taxis.

## Fires i festes

### Festa Major
La Festa Major se celebra l'últim cap de setmana de setembre de cada any, coincidint amb les Festes de la Mercè a Barcelona, encara que és una coincidència purament temporal, ja que la Festa Major del Prat es deu a Sant Cosme i Sant Damià. També són patrons de la localitat Sant Pere i Sant Pau.

### Fira avícola
La Fira avícola del Prat de Llobregat és una fira avícola que se celebra al Prat de Llobregat des de l'any 1975 per a promocionar la raça de pollastres potablava autòctona de la població. La fira se celebra anualment pels volts de la segona setmana de desembre i és una de les fires d'aviram nadalenc més importants de les que es fan arreu de Catalunya. A la fira s'hi exposen exemplars vius de pollastres i capons de pota blava. Hi són presents una mitjana de 30 criadors. També s'hi fa un concurs de pollastres potablava, una exposició ramadera amb animals de granja, una mostra agrícola i altres activitats, com ara ball de gegants o una cercavila.

## Patrimoni arquitectònic
Edificis protegits
Aquests són alguns dels edificis inclosos al Catàleg del Patrimoni Arquitectònic del Prat de Llobregat:
- La telegrafia, obra de l'arquitecte Josep Puig i Cadafalch el 1911 és l'única estació telegràfica de la Marconi Wireless Telegraph Company que es conserva en territori català. S'ha reformat recentment i en l'actualitat es troba en terreny de l'Aeroport de Barcelona i l'accés està controlat per AENA.
- La casa consistorial a la Plaça de la Vila, edifici neogòtic de l'any 1905.
- L'Escola Joan Maragall és una obra racionalista popularment coneguda com els col·legis nous.
- L'Escola la Seda, antiga biblioteca i posteriorment col·legi de la fàbrica de La Seda de Barcelona.
- La Torre Muntadas,un palauet historicista de la tipologia construïda al darrer terç del segle xix. El 1988 va ser rehabilitada com equipament cultural.
- El Teatre modern, una construcció noucentista del 1930. L'edifici era propietat de la família Vallhonrat dedicada a l'ofici d'esparter.
- El Mercat municipal, una obra noucentista del 1921.
- L'Artesà, antic teatre aixecat pels camperols i ciutadans de la vila l'any 1919.
- Cases de la Seda, construïdes entre 1955 i 1958 per acollir els treballadors de la empresa La Seda de Barcelona.
- Cases Fontanillas, promogudes pels germans Fontanillas Ginabreda.
- Cementiri de l'Est, construït el s. XIX per substituir el cemetniri ubicat al costat de la rectoria.

Masies
- Ca l'Arana
- Cal Bitxot
- Cal Noi Camins[26][27]
- Ca l'Ixo
- Cal Donyanna
- Cal Misses
- Cal Monjo
- Cal Peixo Vell
- Cal Puig
- Cal Pus
- Cal Villa
- Cases d'en Puig
- Torre Balcells
- Mas Blau
- Cal Salom
- Cal Sap
- Cal Tibis
- Torre Balcells

Altres edificis i obres destacades
- Museu del Prat,[28] va ser creat el 1962 a iniciativa de l'Ajuntament per tal de recuperar el patrimoni històric i natural del municipi.
- La Torre de la Ricarda és un edifici del modernisme català construït el 1907. Encara que l'autoria no està clara, alguns l'atribueixen a l'arquitecte militar Francesc Bastos. Va ser una de les granges més modernes de la seva època, dedicada a la producció de llet. Va ser demolida per l'ampliació de l'aeroport i s'ha reconstruït peça per peça al Prat de Llobregat, en camí de Cal Silet.
- La Caserna de Carrabiners i el Semàfor, recentment reformats es pot visitar i s'hi entra per una passarel·la interior.
- El mural de ceràmica de la terminal B de l'aeroport, obra de Joan Miró, 1970.
- Pont Nelson Mandela, últim pont sobre el Llobregat abans de la desembocadura.

## Administració
| Període     | Alcalde o alcaldessa                              | Partit polític   | Data de possessió | Observacions |
| ----------- | ------------------------------------------------- | ---------------- | ----------------- | ------------ |
| 1979–1983   | Antonio Martín Sánchez / Luis Tejedor Ballesteros | Logotip del PSUC | 19/04/1979        | --           |
| 1983–1987   | Luis Tejedor Ballesteros                          | Logotip del PSUC | 28/05/1983        | --           |
| 1987–1991   | Luis Tejedor Ballesteros                          | Logotip de ICV   | 30/06/1987        | --           |
| 1991–1995   | Luis Tejedor Ballesteros                          | Logotip de ICV   | 15/06/1991        | --           |
| 1995–1999   | Luis Tejedor Ballesteros                          | Logotip de ICV   | 17/06/1995        | --           |
| 1999–2003   | Luis Tejedor Ballesteros                          | Logotip de ICV   | 03/07/1999        | --           |
| 2003–2007   | Luis Tejedor Ballesteros                          | Logotip de ICV   | 14/06/2003        | --           |
| 2007–2011   | Luis Tejedor Ballesteros                          | Logotip de ICV   | 16/06/2007        | --           |
| 2011–2015   | Luis Tejedor Ballesteros                          | Logotip de ICV   | 11/06/2011        | --           |
| 2015–2019   | Luis Tejedor Ballesteros                          | Logotip de ICV   | 13/06/2015        | --           |
| 2019-2023   | Lluís Mijoler i Martínez                          | Logotip de CeC   | 15/06/2019        | --           |
| Des de 2023 | Lluís Mijoler i Martínez                          | Logotip de CeC   | 17/06/2023        | --           |

## Instal·lacions i entitats

### Entitats esportives
- Club Bàsquet Prat, club de bàsquet de la LEB Or.
- Associació Esportiva Prat, el club de futbol més destacat de la ciutat.
- Club Voleibol Prat, club de voleibol de la ciutat, participant a 1a divisió nacional.
- Agrupació Ciclista el Prat, entitat esportiva en actiu més antiga del municipi (1932).

### Entitats de cultura popular
- Picacrestes del Prat
- Castellers del Prat
- Associació de Gegants Delta Prat
- Gegants del Prat
- Colla de Diables del Prat
- Ball de Diables del Prat
- Amics de la Sardana

### Entitats de lleure
- Centre d'Esplai Sant Pere i Sant Pau
- AEiG Anton Vilà
- AEiG Conxita Busquets
- AEiG Pingu

### Instal·lacions esportives i culturals
- Poliesportiu Municipal Sagnier. Compta amb nombroses instal·lacions; com piscines, sala de musculació, sala de gimnàs, sauna, bany de vapor, squash, camp de futbol, pavelló cobert, pistes d'atletisme, una pista exterior de futbol sala i vuit vestidors. Les dimensions del terreny de joc del camp de futbol són 106 x 67 m, amb gespa artificial de darrera generació. L'aforament és de 150 persones en tribuna coberta, 250 persones en seient i 600 persones general de peu.
- Complex Esportiu Municipal Estruch.
- Complex Esportiu Municipal Julio Méndez.
- Complex Esportiu Municipal Fondo d'en Peixo.
- La Capsa. Centre de Cultura Contemporània del Prat. És un equipament municipal del departament de cultura del municipi del Prat de Llobregat en actiu des del juny de 1995.[29]
- Cèntric.

### Centres d'ensenyament
Escoles bressol municipals
- Sol Solet
- La Blaveta
- El Cabusset
- La Granota

Centres públics d'educació infantil i primària (CEIP)
- Escola Ramon Llull
- Escola Joan Maragall
- Escola Jaume Balmes
- Escola H. Josep Tarradellas
- Escola Galileo Galilei
- Escola Pepa Colomer
- Escola Bernat Metge
- Escola Sant Jaume
- Escola Jacint Verdaguer
- Escola del Parc
- Institut Escola del Prat
- Escola Charles Darwin

Centres privats (educació primària i secundària)
- Col·legi Seda
- Acadèmia Nuestra Señora del Mar García-Lorca
- Escola Mare de Déu del Carme

Centres d'educació secundària (IES)
- Institut Salvador Dalí
- Institut Baldiri Guilera
- Institut Estany de la Ricarda
- Institut Ribera Baixa

Centres de formació professional
- Institut Les Salines
- Institut Illa de Banyols

Centre d'educació especial (CEE)
- Escola EE Can Rigol

Escoles d'adults (EPA)
- Sant Cosme
- Terra Baixa
- Escola Oficial d'Idiomes del Prat

### Principals projectes

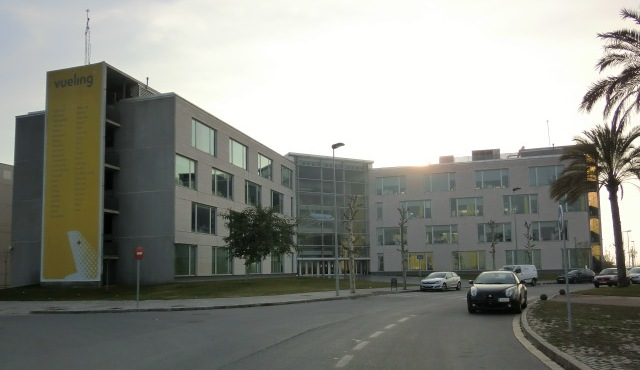
Seu de Vueling Airlines al Prat de Llobregat

El principal projecte de cara al futur del Prat són els eixamples que s'expandiran cap al nord i cap al sud. El soterrament de les vies del tren, que suposaven un obstacle al creixement cap al nord, va deixar via lliure per fer créixer la ciutat, que fins llavors s'havia vist ofegada per l'aeroport, les indústries i les vies. L'eixample sud, en canvi, cobreix la franja que queda entre el nucli urbà, l'aeroport i els camps, unint així el barri de Sant Cosme amb el de la Granja (fase ja finalitzada), i l'últim amb el de la Barceloneta:
- Eixamples nord i sud (eixample sud en construcció)
- Museu de cultura de l'aviació
- Parc del riu
- Base de Rem al Riu Llobregat
- Parc del litoral
- Pitch and Putt a Can Camins
- ZAL (Zona d'Activitats Logístiques) Prat (construït i en funcionament)
- Moll del Prat del port de Barcelona (construïdt i en funcionament)
- Arribada de les línies 1, 2 i 10 del metro de Barcelona
- Arribada de l'AVE (Alta Velocitat Espanyola) Madrid - Lleida - Barcelona - Frontera francesa (construït però cap tren té parada al municipi)
- Estadi Cornellà - el Prat del RCD Espanyol (compartit amb Cornellà)
- Ciutat Aeroportuària
- Nova terminal T1 de l'aeroport Barcelona (construïda i en funcionament)
- Aparcaments subterranis (en projecte)
- La Seda Towers (12 plantes) ubicació: La Seda de Barcelona, polígon industrial Enkalene
- Hangar de manteniment d'Iberia amb 12.600 metres quadrats (construït i en funcionament)

En el terme municipal s'hi trobem empreses importants com la fàbrica de cerveses Damm i els serveis centrals de Caixa de Catalunya.

## Fills predilectes
- Jaume Casanovas i Parellada, empresari agrícola.
- Jaume Codina i Vilà, historiador.
- Àngel García i Vidal, dibuixant.
- Josep Marín i Sospedra, atleta.
- Jordi Llopart i Ribas, atleta.
- Lydia Bosch, actriu.
- Enric Rufas i Bou, dramaturg i guionista de cinema i televisió.
- Alfred García, concursant i finalista de Operación Triunfo 2017. Representat d'Espanya en el Festival de la Cançó d'Eurovisió 2018 amb Amaia Romero.
- Josep Linuesa, actor.
- Risto Mejide, presentador i publicista.
- Joan Marimón Padrosa, guionista i director de cinema.
- Josep Mayol Collell, pintor i dibuixant català
- Mucho Muchacho, raper pioner de la cultura Hip-Hop a Espanya.
- Toñi Moreno, presentadora de televisió.
- Rosa Ribas, escritora y columnista.
- Daniel Plaza, atleta.

## Ciutats germanes
El Prat de Llobregat està agermanat amb les següents ciutats:
- Garrovillas de Alconétar (Càceres, Espanya)
- Gibara (Cuba)
- Kukra Hill (Nicaragua)
- Fingal (Irlanda)